# Дона Джимарк
Дона Джимарк (на английски: Donna Gimarc) е американска писателка на бестселъри в жанра исторически любовен роман. Пише под псевдонима Елизабет Феърчайлд (на английски: Elisabeth Fairchild).

## Биография и творчество
Дона Зиглер Джимарк е родена през септември 1958 г. в САЩ. Майка ѝ е англичанка. Още от дете чете много, а от трети клас започва да пише. Завършва Северния държавен университет на Тексас с диплома по маркетинг. Работи над 10 години в областта на рекламата достигайки до арт директор.
В почивните си дни опитва да пише историческа регентска романтика. През 1991 г. ръкописът на романа „Мълчаливият ухажор“ печели няколко награди на литературен конкурс за неиздадени произведения и е публикуван през 1994 г. След първата си продажба тя напуска работата си и се посвещава на писателската си кариера.
Произведенията на писателката често са били в списъците на бестселърите и имат високи оценки от читателите. Романът ѝ „Miss Dorton's Hero“ получава награда за регентски исторически роман, а през 2002 г. тя е удостоена с награда за цялостно творчество за регентските си романи от списание „Romantic Times“.
Дона Джимарк живее със съпруга си в Роулет, Тексас.

## Произведения

### Самостоятелни романи
- Мълчаливият ухажор, The Silent Suitor (1994) – награда „HOLT“ за най-добър първи роман
- The Counterfeit Coachman (1994)
- Miss Dorton's Hero (1995) – награда за исторически роман
- Lord Endicott's Appetite (1995)
- A Fresh Perspective (1996)
- The Holly and the Ivy (1999)
- Breach of Promise (2000)
- Sugarplum Surprises (2001)
- A Game of Patience (2002)

### Серия „Рамзи“ (Ramseys)
- The Love Knot (1995)
- Lord Ramsay's Return (1996)
- The Rakehell's Reform (1997)
- Marriage a La Mode (1997) – издадена и като „Provocateur“, награда „HOLT“

### Серия „Капитан Купидон“ (Captain Cupid)
1. Captain Cupid Calls the Shots (2000) – издадена и като „Captain Cupid“
2. Valentine's Change of Heart (2003)

### Сборници
- A Regency Christmas Carol (1997) – с Мария Балог, Ан Барбър, Карла Кели и Едит Лейтън
- A Regency Christmas 1998 (1998) – с Карла Кели, Алисън Лейн, Едит Лейтън и Барбара Мецгер
- A Regency Christmas Present (1999) – с Карла Кели, Алисън Лейн, Едит Лейтън и Барбара Мецгер
- The Grand Hotel (2000) – с Ан Барбър, Карла Кели, Алисън Лейн и Барбара Мецгер